# トリニティ島
トリニティ島（英語: Trinity Island）は、イギリスの海外領土サウスジョージア・サウスサンドウィッチ諸島のサウスジョージア島近傍にある島。無人島。3つの山があることからこの名が付けられた。